# Natchez (Misisipi)
Natchez —localidad cuyo nombre usual durante el gobierno español de la Luisiana española se escribió Naches [el nombre recuerda a una tribu indígena epónima]— es una ciudad del condado de Adams, del cual es sede, en el estado de Misisipi, Estados Unidos. Según el censo de 2000 tenía una población de 18 464 habitantes y una densidad de población de 540.1 hab/km². Se encuentra junto a la orilla izquierda del río Misisipi, que la separa de Luisiana.

## Historia
Fue fundada por el gobernador español Manuel Gayoso, quien encargó la planta al ingeniero Carlos Grand-Pré, cerca de las ruinas de un bastión francés llamado Fuerte Rosalie, una vez fuera este tomado por Bernardo de Gálvez a los ingleses. De esta época data la taberna de King (1769). Además, Hope Farm, construida en 1774, sirvió como residencia de un gobernador español. En cuanto a la Texada House, también construida en 1792 por un español de dicho nombre, fue taberna y hoy es la sede de la Asamblea Legislativa del Estado de Misisipi. El nombre oficial del antiguo núcleo poblacional se conoce como "Old Spanish Quarter."  Incluye la Parroquia (Parish) de St. Augustine Parish (Isle Brevelle) Church.  Según contó en su día Francisco Bouligny, lugarteniente de Gálvez y fundador de Nueva Iberia los españoles acogieron en la población a buen número de colonos anglosajones y franceses.
Mediante el Tratado de San Lorenzo (1795), España cedió la ciudad a los Estados Unidos, que la ocuparon oficialmente el 30 de marzo de 1798.

## Demografía
Según el censo de 2000, había 18 464 personas, 7591 hogares y 4858 familias residiendo en la localidad. La densidad de población era de 540,1 hab./km². Había 8479 viviendas con una densidad media de 248,0 viviendas/km². El 44,18 % de los habitantes eran blancos, el 54,49 % afroamericanos, el 0,11 % amerindios, el 0,38 % asiáticos, el 0,02 % isleños del Pacífico, el 0,18 % de otras razas y el 0,63 % pertenecía a dos o más razas. El 0,70 % de la población eran hispanos o latinos de cualquier raza.
Según el censo, de los 7591 hogares en el 29,7 % había menores de 18 años, el 36,6 % pertenecía a parejas casadas, el 23,5 % tenía a una mujer como cabeza de familia y el 36,0 % no eran familias. El 32,4 % de los hogares estaba compuesto por un único individuo y el 14,6 % pertenecía a alguien mayor de 65 años viviendo solo. El tamaño promedio de los hogares era de 2,37 personas y el de las familias de 3,00.
La población estaba distribuida en un 26,5 % de habitantes menores de 18 años, un 8,8 % entre 18 y 24 años, un 24,3 % de 25 a 44, un 22,4 % de 45 a 64 y un 18,0 % de 65 años o mayores. La media de edad era 38 años. Por cada 100 mujeres había 81,5 hombres. Por cada 100 mujeres de 18 años o más, había 76,7 hombres.
Los ingresos medios por hogar en la localidad eran de 25 117 dólares ($) y los ingresos medios por familia eran 29 723 $. Los hombres tenían unos ingresos medios de 31 323 $ frente a los 20 829 $ para las mujeres. La renta per cápita para la ciudad era de 16 868 $. El 28,6 % de la población y el 25,1 % de las familias estaban por debajo del umbral de pobreza. El 41,6 % de los menores de 18 años y el 23,3 % de los habitantes de 65 años o más vivían por debajo del umbral de pobreza.

## Geografía
Según la Oficina del Censo de los Estados Unidos, Natchez tiene un área total de 35,9 km² de los cuales 34,2 km² corresponden a tierra firme y 1,7 km² a agua. El porcentaje total de superficie con agua es 4,62 %.